# Лапени
Лапе́ни (бел. Лапе́ні) — деревня в составе Антоновского сельсовета Чаусского района Могилёвской области Республики Беларусь.

## Население
- 2010 год — 35 человек
- 2019 год — 16 человек

## Известные уроженцы
Тимошенко Яков Ефимович (1897—1975) —  советский военачальник. Участник Первой мировой и Гражданской войн. В годы Великой Отечественной войны ― командир 231 стрелковой дивизии 1 Дальневосточного фронта, генерал-майор (1944). Участник советско-японской войны. Военный комиссар Марийской АССР (1947―1956). Кавалер ордена Ленина (1945). Член ВКП(б) с 1930 года.